# Вайнер, Леонид Исаакович
Леони́д Исаа́кович Ва́йнер (8 декабря 1878, Казань — 22 июля 1918, ст. Кузино) — революционер, участник революционного движения на Урале. Член РСДРП с 1905 года.

## Биография
Родился в семье ремесленника.
Окончил Екатеринбургское реальное училище.
Вёл революционную работу в Перми, Екатеринбурге, на заводах и рудниках Урала.
С 1917 года — член Екатеринбургского комитета РСДРП(б), возглавлял коллегию пропагандистов. После Октябрьской революции работал секретарём городской думы, секретарём исполкома Екатеринбургского окружного Совета рабочих и солдатских депутатов, членом Уралобкома РСДРП(б), затем его секретарём.
В 1918 году рядовым бойцом коммунистического батальона отправился на фронт. Погиб в бою с белогвардейцами, похоронен на ст. Кузино.
14 августа 1919 года перезахоронен в Екатеринбурге на площади Коммунаров.

### Память
- 6 ноября 1919 года Успенской улице Екатеринбурга было присвоено имя Вайнера. Выбор был неслучаен: в доме купца Телегина (Успенская, 12) находилось представительство страхового общества «Россия», агентом которого работал Л. И. Вайнер. Здесь он встречался с уральскими революционерами, отсюда руководил революционной борьбой пролетариата. Здесь же одно время и жил.
- В 1925 году в бывшем здании Общественного собрания на углу улиц Карла Либкнехта и Первомайской разместился клуб железнодорожников, которые перевозили тело Вайнера от места гибели в Екатеринбург. Клуб носил его имя и автоматически передал его саду. Позднее железнодорожники переехали, но сад сохранил название[2].

### Семья
Брат Евгений Вайнер (1883—1966) также был участником революционного движения, с марта 1917 член Уральского комитета РСДРП. Похоронен в Екатеринбурге на Широкореченском кладбище.
Жена, Вайнер (урожд. Симановская) Елена Борисовна (10.10.1885 — 08.10.1954), активная участница большевистской организации в Екатеринбурге в период подполья. После 1917 года работала на партийной, профсоюзной работе и в органах здравоохранения. Похоронена в Екатеринбурге на Ивановском кладбище.